# Robert Jacquinot
Robert Jacquinot (Aubervilliers, 31 de desembre de 1893 - Bobigny, 17 de juny de 1980) va ser un ciclista francès que va córrer durant els anys 20 del segle xx.
Els seus èxits més importants foren quatre victòries d'etapa al Tour de França, dues el 1922 i dues més l'any següent. En ambdues edicions va vestir el mallot groc de líder.

## Palmarès
- 1913
  - 1r a la Toló-Niça
- 1920
  - 2n al Gran Premi de Marne
- 1921
  - 3r al Gran Premi Sporting
- 1922
  - 1r del Circuit de la Xampanya
  - Vencedor de 2 etapes al Tour de França
  - 3r de la París-Tours
- 1923
  - 1r de la París-Saint Étienne
  - Vencedor de 2 etapes al Tour de França
  - 9è de la París-Tours
- 1924
  - 7è al Gran Premi Wolber
- 1925
  - 6è al Gran Premi Wolber

### Resultats al Tour de França
- 1919. Abandona (2a etapa)
- 1920. Abandona (6a etapa)
- 1921. Abandona (3a etapa)
- 1922. Abandona (6a etapa). Vencedor de 2 etapes. Porta el mallot groc durant 3 etapes
- 1923. 25è de la classificació general. Vencedor de 2 etapes. Porta el mallot groc durant 1 etapa
- 1924. Abandona (7a etapa)
- 1925. Abandona (9a etapa)